# Kopsenni
A Kopsenni egy hegy Feröer Streymoy nevű szigetén. A sziget legmagasabb és egyben az egész szigetcsoport 12. legmagasabb hegycsúcsa. Saksuntól délre emelkedik.
A hegy (akárcsak a közeli Sneis) egy kétnapos vezetett túra során megmászható, amely a Leynavatntól Saksunig tart.